# Pasiphila derasata
Pasiphila derasata is een vlinder uit de familie van de Spanners (Geometridae). De wetenschappelijke naam van deze soort is voor het eerst voorgesteld als Gullaca derasata door Max Joseph Bastelberger in een publicatie uit 1905.

## Verspreiding
De soort komt voor in het Afrotropisch gebied waaronder Kaapverdië, Sao Tomé en Principe, Saudi-Arabië, Jemen, Kenia, Angola, Mozambique, Botswana, Zimbabwe, Zuid-Afrika, Madagaskar, Réunion en Mauritius.

## Waardplanten
De rups leeft op Celtis africana (Cannabaceae), Citrus limon, Citrus sinensis, (Rutaceae) Prosopis juliflora (Fabaceae).